# Dimorphanthera continua
Dimorphanthera continua là một loài thực vật có hoa trong họ Thạch nam. Loài này được (P.F.Stevens) P.F.Stevens mô tả khoa học đầu tiên năm 2003.